# 古桑维尔
古桑维尔（法語：Goussainville，法語發音：[ɡusɛ̃vil] ⓘ）是法国法兰西岛大区瓦兹河谷省的一个市镇，位于该省东部，属于萨塞勒区。

## 地理
古桑维尔（49°1'54"N, 2°28'25"E）面积11.52 平方千米，位于法国法蘭西島大區瓦兹河谷省，该省份为法国北部内陆省份，北起瓦兹省，西接厄尔省，南至塞纳-圣但尼省、上塞纳省和伊夫林省，东临塞纳-马恩省。
与古桑维尔接壤的市镇（或旧市镇、城区）包括：帕里西地区丰特奈、布克瓦勒、戈内斯、卢夫尔、法兰西地区鲁瓦西、勒蒂耶、阿沃吕。

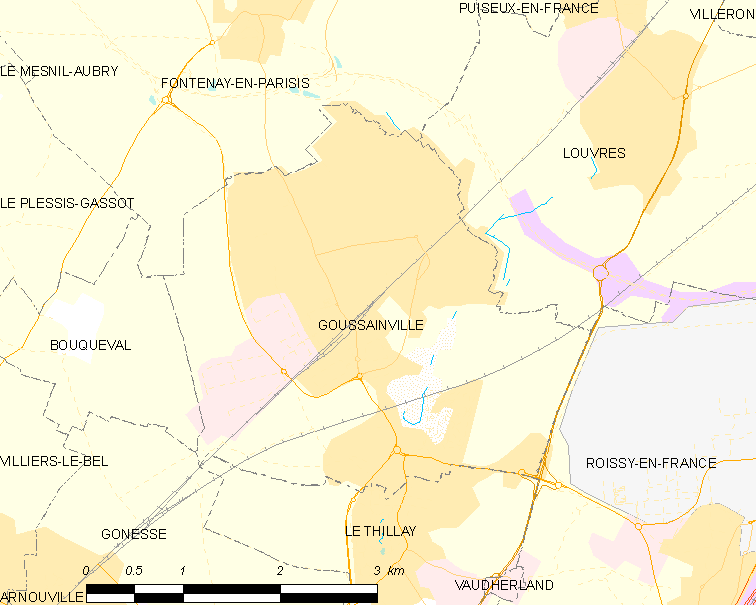
古桑维尔的OSM定位图

古桑维尔的时区为UTC+01:00、UTC+02:00（夏令时）。

## 行政
古桑维尔的邮政编码为95190，INSEE市镇编码为95280。

## 政治
古桑维尔所属的省级选区为古桑维尔县。

## 人口

1962-2008年间古桑维尔人口变化图示

古桑维尔于2022年1月1日时的人口数量为30952人。